# Sphyraena chrysotaenia
Sphyraena chrysotaenia es un pez de la familia de los esfirénidos en el orden de los perciformes.

## Morfología
Pueden alcanzar los 30 cm de largo total.

## Reproducción
Es una especie ovípara.

## Distribución geográfica
Se encuentran en las costas del Mar Mediterráneo y de los océanos Índico y Pacífico.